# Les Nans
Les Nans település Franciaországban, Jura megyében. Lakosainak száma 98 fő (2022. január 1.). Les Nans Chapois, Équevillon, Le Larderet, Le Latet, Mournans-Charbonny, Moutoux, Onglières és Saint-Germain-en-Montagne községekkel határos.

## Népesség
A település népességének változása:
| Lakosok száma | 104  | 116  | 100  | 88   | 90   | 86   | 91   | 96   | 98   | 98   |
|               | 1968 | 1982 | 1990 | 2006 | 2013 | 2015 | 2017 | 2019 | 2020 | 2022 |